# Ageniano
L'Ageniano è uno stadio regionale nel Neogene terrestre dell'Europa. Viene utilizzato soprattutto nelle classificazioni delle European Land Mammal Ages, dove segue l' Arverniano e precede l'Orleaniano e corrisponde alle biozone MN 1 e 2.
Lo stadio prende il nome dalla cittadina francese di Agen, nei pressi della quale si trova la località tipo.

## Definizione
Il limite inferiore è definito dalla comparsa dei grandi mammiferi del genere Hyotherium; per i piccoli mammiferi, dalla comparsa del genere Vasseuromys e della specie Rhodanomys Schlosseri. Il limite superiore (e quindi l'inizio dell'Orleaniano) è definito dalla prima apparizione di Gomphotherium, Procervulus, Lagomeryx, Actoocemas, Palaeomeryx, Brachyodus, Anchitherium, Aureliachoerus, Hemicyon (grandi mammiferi). 
Nella scala dei tempi geologici, l'Ageniano è correlato all'Aquitaniano, il primo dei sei piani o stadi stratigrafici in cui è suddivisa l'epoca del Miocene. È compreso tra 23,03 e 20,43 milioni di anni fa (Ma),

## Suddivisione
Il livello è diviso in due biozone MN 1 e MN 2, che permettono di dividere lo stadio in Ageniano inferiore e superiore.